# Holothele ludwigi
Holothele ludwigi är en spindelart som först beskrevs av Embrik Strand 1907.  Holothele ludwigi ingår i släktet Holothele och familjen fågelspindlar.
Artens utbredningsområde är Venezuela. Inga underarter finns listade i Catalogue of Life.